# Трик Уильямс
Матрик Мондре Белтон (англ. Matrick Mondre Belton, род. 26 мая 1994, Колумбия) — американский рестлер и бывший игрок в американский футбол. В настоящее время он выступает в WWE на бренде NXT и в промоушене TNA под именем Трик Уильямс (англ. Trick Williams). Он является бывшим североамериканским чемпионом NXT и победителем турнира Iron Survivor Challenge среди мужчин 2023 года. Он также является действующим Чемпионом мира TNA.

## Карьера в американском футболе
Белтон играл в футбол за команду «Хэмптон Пайрэтс» в 2013 году, а затем перешел в команду «Саут Каролайна Гэмкокс», где играл с 2014 по 2016 год. В 2017 году он не прошел драфт и осенью 2017 года работал помощником тренера и стажером в школе Airport High School в Западной Колумбии, Южная Каролина. В 2018 году он играл в The Spring League, а в мае 2018 года принял участие в пробном минилагере новичков «Филадельфия Иглз».

## Карьера в рестлинге

### WWE (с 2021)
24 февраля 2021 года Белтон подписал тренировочный контракт с WWE и был направлен в WWE Performance Center, а затем в бренд NXT. 14 сентября он впервые появился в эпизоде NXT под именем Трик Уильямс в качестве союзника Кармело Хейса, где они с Хейсом напали на Дюка Хадсона перед его матчем, утвердившись в качестве хила и сформировав команду «Банда Трик Мело». Уильямс дебютировал на ринге в эпизоде NXT от 5 октября в команде с Хейсом в матче за титул командных чемпионов NXT, где они проиграли MSK (Нэш Картер и Уэс Ли).
Когда Хейс стал фейсом в апреле 2023 года, это фактически сделало фейсом и Уильямса. В эпизоде NXT от 1 августа 2023 года Уильямс сказал Хейсу, что им нужно расстаться, чтобы он мог добиться своих собственных успехов, дружески распустив команду «Банда Трик Мело». В эпизоде NXT от 26 сентября Уильямс стал претендентом номер один на титул североамериканского чемпиона NXT, победив Аксиома, Дракона Ли и Тайлера Бейта в четырёхстороннем матче, и победил «Грязного» Доминика Мистерио в борьбе за титул на NXT No Mercy. Два дня спустя Уильямс дебютировал на Raw в качестве нового североамериканского чемпиона NXT. Однако в эпизоде NXT от 3 октября Уильямс уступил титул Мистерио после вмешательства товарищей Мистерио по группировке «Судный день», завершив свое трехдневное чемпионство, самое короткое в истории титула.
Уильямс впервые закрывал шоу 16 октября в матче против Чеда Гейбла, где он проиграл. 17 октября в эпизоде NXT Уильямс был включен в тройной матч между Хейсом, Дайджаком и Бароном Корбином, за претенденство на титул чемпиона NXT Ильи Драгунова. Это вызвало разлад между Уильямсом и Хейсом. Перед началом матча на Уильямса напали за кулисами, и его пришлось отвезти в больницу. Хейс победил Дайджака и Корбина и получил матч за титул. На NXT Halloween Havoc Уильямс вернулся во время матча за звание чемпиона NXT и лишил Хейса возможности выиграть титул. После матча Уильямс избил Хейса. В эпизоде NXT от 14 ноября Уильямс победил Джо Коффи, чтобы получить право на участие в Iron Survivor Challenge на NXT Deadline. На NXT Deadline 9 декабря Уильямс выиграл мужской Iron Survivor Challenge и получил право на матч за звание чемпиона NXT против Драгунова на NXT New Year’s Evil. На этом шоу 2 января 2024 года было объявлено, что Драгунов не имеет медицинского допуска к рестлингу. Вместо этого Уильямс был поставлен Хейсом в матч с Грейсоном Уоллером, где на кону стоял его контракт Iron Survivor Challenge. Уильямс победил Уоллера после вмешательства Кевина Оуэнса. В эпизоде NXT от 16 января Драгунов вернулся после травмы и сообщил Уильямсу, что их матч за титул состоится на NXT Vengeance Day. В то же время Уильямс и Хейс победили Эдриса Энофе и Малика Блэйда в первом раунде Dusty Rhodes Tag Team Classic. 26 января Уильямс дебютировал на SmackDown, где он выбежал, чтобы спасти Хейса от избиения Грейсона Уоллера и Остина Тиори. Он сказал Хейсу, что сделал это только потому, что через несколько дней состоится полуфинальный матч Dusty Rhodes Tag Team Classic. В эпизоде NXT от 30 января Уильямс и Хейс победили Хоакина Уайлда и Круза дель Торо и вышли в финал Dusty Rhodes Tag Team Classic. На NXT Vengeance Day 4 февраля Уильямс и Хейс не смогли выиграть Dusty Rhodes Tag Team Classic, который выиграли Барон Корбин и Брон Брейккер. Позже, тем же вечером, Уильямс не смог выиграть титул чемпиона NXT у Драгунова. После матча Хейс атаковал Уильямса стальным стулом, положив конец их партнерству.

## Титулы и достижения
- Pro Wrestling Illustrated
  - № 213 в топ 500 рестлеров в рейтинге PWI 500 в 2023[18]
- Total Nonstop Action Wrestling
  - Чемпион мира TNA (1 раз)
- WWE
  - Чемпион NXT (2 раз)
  - Североамериканский чемпион NXT (1 раз)[19]
  - Мужской матч Iron Survivor Challenge (2023)